# André-Adolphe-Eugène Disdéri
André Adolphe Eugène Disdéri (28 de març de 1819 a París, 4 d'octubre de 1889 a Niça) va ser un fotògraf francès que va començar la seva carrera fotogràfica fent daguerreotips però que va guanyar la fama per patentar la seva versió de la carta de visita, una imatge fotogràfica petita muntada sobre una targeta. Disdéri, un showman brillant, va fer molt famós aquest sistema de producció de retrats en massa. La seva fotografia Infante Princesse Victoria de Bourbon, Comtesse de Mascali, es pot veure al Museu Nacional d'Art de Catalunya.

## Biografia
Disdéri va començar la seva vida laboral fent diferents tasques, mentrestant estudiava art. Va començar com realitzant daguerreotips a Brest el 1848 o 1849 i el 1852 es va traslladar a París.

### La carta de visita
Les fotografies havien servit prèviament com a targetes de visita, però la invenció de Disdéri va permetre la producció massiva de fotografies. El 22 de novembre de 1854 es va patentar el sistema d'impressió de deu fotografies en un sol full. Aquesta va ser la primera patent d'una carta de visita. Aquestes targetes eren de 6 x 9 cm, aproximadament de la mida de les targetes convencionals de l'època, i van ser realitzades per una càmera amb quatre lents i un suport per la placa de lliscament, un disseny inspirat en les càmeres estereoscòpiques.
La novetat es va difondre ràpidament per tot el món. La fama de Disderi com a fotògraf es va fer molt més gran quan el 1859 Napoleó III va interrompre la seva marxa a la guerra per fotografiar-se al seu estudi. Aquest fet, combinat amb el baix preu d'aquestes fotografies, va provocar que el daguerrotip passés de moda i la targeta de visita es va fer famosa a tot Europa i als Estats Units.

### Últims anys
En el pinacle de la seva carrera, Disderi va esdevenir extremadament ric i famós, però com un altre famós fotògraf, Mathew Brady, va morir molt pobre a causa dels seus excessos.
Al final de la seva vida, Disderi havia quedat cec, sense diners i sord. Va morir sol i oblidat el 4 d'octubre de 1889 a un hospital públic a Niça. Va ser víctima de la seva pròpia invenció. El sistema que ell va inventar i va popularitzar va ser tan fàcil d'imitar que els fotògrafs de tot el món el van copiar.